# Huevo de las miniaturas giratorias
El huevo de las miniaturas giratorias es un huevo imperial Fabergé, uno de una serie de cincuenta y dos huevos enjoyados fabricados bajo la supervisión de Peter Carl Fabergé para la familia imperial rusa. Fue creado en 1896 para la emperatriz Alejandra Fiodorovna. El huevo se exhibe en el Museo de Bellas Artes de Virginia.

## Diseño
El huevo fue creado por el maestro de obras de Faberge, Mikhail Evlampievich Perkhin (ruso, 1860-1903) con miniaturas de Johannes Zehngraf (danés, 1857-1908). Tiene una altura de 24,8 cm incluyendo su soporte, por un diámetro de 9,8 cm Es un huevo trasparente de cristal de roca dividido verticalmente por una banda de oro esmaltado de color verde esmeralda tachonado de diamantes, que culmina en el vértice del huevo en una montura donde hay una esmeralda siberiana. Esta esmeralda estilo cabujón es una de las piedras preciosas más grandes que Fabergé usó en cualquiera de los huevos imperiales. La base del huevo se asienta sobre un pedestal circular de cristal de roca. La peana consiste en dos hemisferios de oro, cada uno rodeado de diamantes de talla roseta y motivos esmaltados de colores formando un patrón con los monogramas de la zarina, en el superior como la princesa Alix de Hesse-Darmstadt antes de su matrimonio, y en el inferior como Alejandra Fiodorovna, emperatriz de Rusia. Cada monograma está rematado con una corona de diamantes de la casa real respectiva.

## Sorpresa
Dentro del huevo de cristal de roca hay un soporte de oro que contiene doce pinturas cuadradas en miniatura. Las pinturas son de varios palacios y residencias que fueron importantes para la emperatriz. Cada ubicación evoca un recuerdo especial, como los días del noviazgo y compromiso de Nicolás y Alejandra, que se habían casado dos años antes, en 1894.
Cuando se presiona la gran esmeralda cabujón en el vértice, se activa un mecanismo que hace girar las miniaturas dentro del huevo. Un gancho se mueve hacia abajo y pasa las imágenes enmarcadas hacia atrás, como las páginas de un libro, de modo que dos pinturas se pueden ver al mismo tiempo. Cada miniatura está enmarcada en oro con una esmeralda sobre la parte superior en arco. Los marcos están unidos a un eje central de oro acanalado que pasa verticalmente a través del huevo.
Las ubicaciones son:
- Palacio Nuevo de Darmstadt: El palacio en el que nació la princesa.
- Castillo de caza Kranichstein, Hesse: residencia de verano favorita de la juventud de la emperatriz.
- Castillo de Balmoral, Escocia: destino de vacaciones de la infancia de Alejandra, propiedad de su abuela, la reina Victoria.
- Veste Coburgo: El palacio donde Nicolás y Alejandra se comprometieron en matrimonio, durante la boda del hermano de Alejandra, Ernie, Ernesto Luis, gran duque de Hesse con Victoria Melita, princesa Victoria Melita de Saxe-Coburgo y Gotha en 1894.
- Palacio de Wolfsgarten, Hesse: Pabellón de caza que la familia de Alejandra visitó cuando era niña.
- Castillo de Windsor, cerca de Londres, Inglaterra: una residencia de la reina Victoria donde Alejandra la visitó cuando era niña.
- Cathcart House (y West Park United Reformed Church), Harrogate, Reino Unido: pensión donde Alejandra se alojó mientras tomaba las aguas en Harrogate y donde se convirtió en madrina de los recién nacidos gemelos Allen.[4]
- Palacio de Rosenau, Coburgo: Un sitio que Nicolás y Alejandra visitaron el día después de su compromiso.
- Castillo de Osborne, Isla de Wight: Lugar de visita de Nicolás para ver a Alejandra mientras estaban comprometidos.
- El Palacio de Invierno, San Petersburgo: El lugar de la boda de Nicolás y Alejandra.
- El Palacio Anichkov, San Petersburgo: Residencia de María Fiodorovna, donde Alejandra pasó su primer año en Rusia.
- El Palacio de Alejandro, Tsarskoe Selo, cerca de San Petersburgo: la residencia de invierno favorita de la familia imperial.[1]

## Historia
El huevo fue presentado por Nicolás II a Alejandra Fidorovna el 24 de marzo de 1896. Lo recibió por Pascua en el mismo año en que la joven pareja había ascendido repentinamente al trono.
En 1909, el huevo se colocó en el estudio de la emperatriz en el Palacio de Invierno. El huevo fue incautado por el Gobierno Provisional de Kerensky y trasladado al Palacio de la Armería del Kremlin en Moscú junto con aproximadamente otros 40 huevos. En 1930, el "huevo de cristal de roca" fue uno de los diez huevos vendidos por el Antikvariat (Departamento de Comercio) a Hammer Galleries en la ciudad de Nueva York por 8 000 rublos, o sea aproximadamente 4 000 dólares. En 1945, el huevo se convirtió en el último de los cinco huevos de Pascua imperiales comprados por Lillian Thomas Pratt, la esposa de un ejecutivo de General Motors, John Lee Pratt. Tras la muerte de Lillian Thomas Pratt en 1947, el huevo fue legado al Museo de Bellas Artes de Virginia, Richmond, Virginia. Se exhibe como parte de la colección de Arte Decorativo Europeo del Museo de Bellas Artes de Virginia.